# Wyspy Salomona na Letnich Igrzyskach Paraolimpijskich 2012
Wyspy Salomona na Letnich Igrzyskach Paraolimpijskich 2012 w Londynie reprezentowała 1 zawodniczka w 1 konkurencji.
Dla reprezentacji Wysp Salomona był to pierwszy start w igrzyskach paraolimpijskich. Dotychczas żaden zawodnik nie zdobył paraolimpijskiego medalu.

## Kadra

### Lekkoatletyka
| Zawodnik       | Konkurencja           | Odległość | Wynik | Pozycja |
| -------------- | --------------------- | --------- | ----- | ------- |
| Hellen Saohaga | pchnięcie kulą F57-58 | 5.23      | 298   | 15      |